# Еммануель Еменіке
Еммануе́ль Чіненьє́ Емені́ке (англ. Emmanuel Chinenye Emenike; нар. 10 травня 1987 року, Отуоча, Нігерія) — нігерійський футболіст, нападник збірної Нігерії та грецького «Олімпіакоса».

## Досягнення
«Фенербахче»
- Чемпіон Туреччини: 2013/14
- Володар Суперкубка Туреччини: 2014

«Аль-Айн»
- Володар Суперкубка ОАЕ: 2015

Збірна Нігерії
- Чемпіон Африки: 2013

Особисті
- Найкращий іноземний гравець Турецької Першої ліги: 2009/10
- Включений до списку 33 найкращих футболістів чемпіонату Росії: 2011/12 (№ 3)
- Найкращий бомбардир Кубка африканських націй 2013
- Включений в символічну збірну Кубка африканських націй 2013